# Allendesalazaria nymphoides
Allendesalazaria nymphoides es una especie de coleóptero de la familia Meloidae.

## Distribución geográfica
Habita en Argelia y Marruecos.